# Józef Maksymilian Lubomirski
Józef Maksymilian Lubomirski, né le 25 août 1839 à Niewirków (Pologne), mort le 16 avril 1911 à Nice (France). Prince polonais de la famille Lubomirski, page du tsar Nicolas Ier, homme de lettres, propriétaire de Dubno (Pologne).

## Biographie
Il est le fils de Marceli Lubomirski (1810-1865) et de Jadwiga Jabłonowska.
En 1850, il intègre le Corps des Pages de Sa Majesté impériale, l'académie militaire la plus prestigieuse de l'ancienne Russie impériale. De 1858-1860 il sert dans régiment des hussars de Narwińskich. Très endetté, il vend sa propriété de Dubno et émigre en France.
En 1868, il fait ses débuts comme écrivain dans les pages du journal parisien le Correspondant et publie dans ce une série d'articles sur ses Souvenirs d'un page du tsar Nicolas (1869), puis Souvenirs de la Commune de Paris, et trois volumes de rapports de ses voyages en Terre Sainte et en Afrique. En 1894, il hérite de la fortune de sa mère.

## Mariages
En 1877, il épouse Francoise Angelique Boyer Troussel des Saussaies, puis en 1902, Seweryna Rozalia de Löwenthal